# Gaofen 2
Gaofen-2 (chinesisch 高分二号, Pinyin Gāofēn 'èr hào – „Hohe Auflösung 2“) ist ein chinesischer Erdbeobachtungssatellit. Er ist Teil des Hochauflösenden Erdbeobachtungssystems Chinas.
Gaofen-2 wurde am  19. August 2014 um 3:15 UTC im Auftrag des Zentrums für Erdbeobachtung und Daten der Nationalen Raumfahrtbehörde mit einer Trägerrakete Langer Marsch 4B vom Kosmodrom Taiyuan zusammen mit dem Experimentalsatelliten BRITE-PL-2 (Polen) in eine sonnensynchrone Umlaufbahn gebracht.
Der dreiachsenstabilisierte Satellit besitzt zwei identische Kameras mit einer Auflösung von jeweils 80 cm (panchromatisch) und 3,2 m (multispektral).
Die kombinierte Schwadbreite der beiden Kameras beträgt 45,3 km. Der gesamte Satellit kann um ±35° seitlich geschwenkt werden, um so auch Objekte außerhalb seines regulären Blickfelds beobachten zu können. 150 Sekunden nach Einleitung eines derartigen Schwenkmanövers ist die Ausrichtung des Satelliten wieder stabil.
Der Satellit wurde auf Basis des CS-L3000A-Satellitenbusses der Chinesischen Akademie für Weltraumtechnologie (CAST) gebaut.
Die von dem Satelliten aufgenommenen Bilder dienen im Rahmen des im Aufbau befindlichen hochauflösenden Erdbeobachtungssystems (CHEOS) zur Überwachung der Bodennutzung, der Suche nach Bodenschätzen, der Überwachung und Bewertung von Stadtplanungsmaßnahmen, der Planung von Straßennetzen, der Erforschung von forstwirtschaftlichen Ressourcen und der Überwachung der Desertifikation. Die Bilder werden hauptsächlich vom Ministerium für natürliche Ressourcen der Volksrepublik China, dem Ministerium für Bauwesen der Volksrepublik China und dem Ministerium für Verkehrswesen genutzt.